# Мар'янівка (Березівська міська громада)
Мар'я́нівка (раніше Ізбашка, Берґенквель, Избашівка, Хернер) — село Березівської міської громади у Березівському районі Одеської області в Україні. Населення становить 332 осіб.

## Історія
Під час Голодомору 1932—1933 років померло щонайменше 2 жителі села.
Колишній орган місцевого самоврядування — Гуляївська сільська рада.

## Населення
Згідно з переписом 1989 року населення села становило 373 особи, з яких 179 чоловіків та 194 жінки.
За переписом населення 2001 року в селі мешкали 332 особи.

### Мова
Розподіл населення за рідною мовою за даними перепису 2001 року:
| Мова       | Чисельність | Відсоток |
| ---------- | ----------- | -------- |
| українська | 318         | 95,78%   |
| румунська  | 7           | 2,11%    |
| російська  | 6           | 1,81%    |
| інші       | 1           | 0,30%    |
| Усього     | 332         | 100%     |